# Donna Reed
Donna Reed (27. siječnja 1921. – 14. siječnja 1986.), američka filmska i televizijska glumica, dobitnica Oscara za najbolju sporednu glumicu (1953. godine). 

## Životopis
Rođena je kao Donna Belle Mullenger na farmi u Iowi. Nakon završene srednje škole, otišla je na studij u Los Angeles, gdje je povremeno nastupala u studentskim kazališnim predstavama, a pobijedila je i u jednom izboru ljepote. Uskoro ju je primijetio agent studija Metro-Goldwyn-Mayer. Donnabelle je potpisala ugovor za MGM i promijenila ime u Donna Reed.
Prvu je filmsku ulogu imala 1941. godine. Slijedili su sve veći angažmani, kao što su Slika Doriana Grayja (1945.) i poznati Divan život Franka Capre (1946.) Nakon tog uspjeha, uloge su se donekle prorijedile. Donna je ponovo došla u središte pozornosti Oscarom za najbolju sporednu glumicu za film Odavde do vječnosti, 1953. godine. Uloga prostitutke Lorene je odudarala od njenih klasičnih uloga, no pribavila joj je Akademijinu pozornost.
Sljedeći veliki angažman imala je u ABC-jevoj humorističnoj TV seriji The Donna Reed Show, od 1958. do 1966. godine, čiji je producent bio njen suprug Tony Owen. U to je vrijeme postala poznata po prosvjedima protiv nuklearnog naoružanja, kao i protiv rata u Vijetnamu. Nakon završetka serije, posvetila se obitelji, pojavivši se tek u nekoliko TV filmova i 1985. u popularnoj TV seriji Dallas.
Reed je umrla 1986. u svojoj 65. godini, od raka gušterače. Grover Asmus, njen treći suprug, osnovao je u njenom rodnom Denisonu "Zakladu Donna Reed", koja potpomaže mlade dramske umjetnike. 

## Vanjske poveznice
- Donna Reed u internetskoj bazi filmova IMDb-u (engl.)